# Copa André Moga
La Copa André Moga va ser una competició de rugbi a 15 francesa de final de temporada, organitzada un cop acabat el Campionat de França de rugbi a 15.
Una altra temptativa de competició del mateix tipus s'havia organitzat l'any 1974, amb la Copa Adolphe Jauréguy, on hi jugaven els 8 darrers clubs classificats de la 1a Divisió.
En els dos casos, la mala reputació d'aquestes competicions entre els clubs va provocar les seves desaparicions.

## Palmarès
| Data de la finala | Vencedor         | Finalista       | Resultat | Lloc de la final                 | Espectadors |
| 1993              | FCS Rumilly      | FC Auch         | 44-0     |                                  |             |
| 1994              | SC Graulhet      | RRC Nice        | 26-19    |                                  |             |
| 1995              | Aviron bayonnais | Section Paloise | 22-15    | Stade Barbe d'Or, Mont-de-Marsan | 2500        |